# (12774) Pfund
(12774) Pfund est un astéroïde de la ceinture principale.

## Description
(12774) Pfund est un astéroïde de la ceinture principale. Il fut découvert le 12 août 1994 à La Silla par Eric Walter Elst. Il présente une orbite caractérisée par un demi-grand axe de 2,70 UA, une excentricité de 0,21 et une inclinaison de 2,4° par rapport à l'écliptique.

## Compléments